# Шилдс, Кэрол
Кэ́рол Энн Шилдс (англ. Carol Ann Shields; 2 июня 1935 — 16 июля 2003) — канадская писательница и поэтесса, лауреат Пулитцеровской премии.

## Биография
Кэрол Энн Уорнер (англ. Carol Ann Warner) родилась 2 июня 1935 года в Оук-Парк Иллинойс, США.
В 1955 году благодаря стипендии British Council Кэрол провела неделю в Шотландии, где познакомилась с канадским студентом-инженером Дональдом Шилдсом. В 1957 году они поженились, Кэрол переехала в Канаду, где у них родились сын и четыре дочери. В 1971 году Шилдс получила канадское гражданство.
В 1957 году получила степень бакалавра в Ганноверском колледже. Шилдс изучала литературное мастерство в Торонтском университете, в 1965 году победила в конкурсе молодых писателей, учреждённом Канадским радио. С 1968 года в течение 10 лет семья Кэрол проживала в Оттаве. В 1973 году Кэрол работала помощником редактора в журнале «Canadian Slavonic Papers». В 1975 году в университете Оттавы получила степень магистра по английской литературе. В 1976 году опубликовала диссертацию, посвящённую канадской поэтессе и писательнице XIX века Сюзанне Муди. С 1978 года Кэрол живёт в Ванкувере, в 1980 году с семьёй переезжает в Виннипег, где занимает профессорские должности в университете Манитобы.
Умерла Шилдс 16 июля 2003 года в Виктории Британская Колумбия, от осложнений рака груди, который был диагностирован у неё в 1998 году.